# Vinschger Paarl
Il Vinschger Paarl (in Val di Sole detto Pari de séghel o Panét de séghel) è un tipo di pane nero tipico della Val Venosta, in Alto Adige e della Valle di Sole in Trentino.
Vinschger paarl significa letteralmente "coppia venostana", cioè – in pratica – "pagnotta (di segale) venostana" (localmente è spesso sufficiente dire "paarl" per intendere il prodotto).

## Descrizione
Questo pane viene impastato usando una miscela di farine: farina di segale e farina di farro. Questo pane ha anche una forma tipica, in quanto viene ottenuto unendo due pani rotondi e piatti, da qui il nome Paarl, ovvero "coppia".
Di questo pane si è riscoperta la ricetta originale, che era custodita dai monaci benedettini dell'abbazia di Monte Maria, sopra Burgusio nel comune di Malles: l'Ur-Paarl.

## Ingredienti
Per la biga:
- 5 g di lievito di birra
- 220 g di farina di segale
- 200 ml di acqua tiepida

Per l'impasto:
- 300 ml di acqua tiepida[3]
- 100 g di lievito acido
- 150 g di farina integrale di farro
- 350 g di farina di segale
- 2 g di quattrofoglie aromatiche
- 10 g di sale
- 2 g di coriandolo schiacciato
- 3 g di semi di finocchio
- 2 g di semi di comino

## Preparazione
Riscaldare l'acqua e mescolarla con il lievito acido. Impastare in una ciotola le due farine con il lievito, le quattrofoglie aromatiche, il sale, il coriandolo, i semi di finocchio e il cumino. Coprite la pasta e farla lievitare per 20 minuti ad una temperatura di 35°. Impastare nuovamente la pasta, dandole poi una forma di pagnotta appaiata. Cospargere con farina di farro, far lievitare per altri 20 minuti e cuocere nel forno preriscaldato. Cuocere inizialmente a 220° e poi a 170°, per un tempo totale di cottura di 30-40 minuti.